# 悬臂
悬臂（英語：Cantilever）是只有一端锚固的樑，将荷载以弯矩和剪力的形式传递到支座。其施工時允许悬垂结构不需要外部支撑，结构也可以用桁架和预制板来建造。
悬臂梁与那些常见的简支梁不同。简支梁两端都有支承，荷载加载在支承之间。

## 在桥梁、塔、建筑中的应用
悬臂在施工中被广泛采用，特别是在悬臂桥和阳台（見疊澀）。悬臂桥梁通常使用成对的悬臂，每个悬臂用于支撑跨距的其中一半。苏格兰的福斯桥是悬臂桁架桥的一个例子。
桥梁施工中经常会用到临时搭建的悬臂。桥梁在建造过程中会形成悬臂，但完工时会组合成非悬臂的结构。当临时支护如脚手架不能用于支持结构（例如：在繁忙的道路、河流或者深谷上方）时，悬臂施工非常有用。因此，一些桁架拱桥（见纳瓦霍桥）会从两端以悬臂形式进行施工，然後在合龙前撤去临时的悬臂支撑以让结构按设计（如拱桥）承受载荷。几乎所有的斜拉桥都使用悬臂法施工，这是此种桥梁的主要优势之一。许多箱梁桥使用短的分段逐段搭建，桥梁从单个支撑结构出发向两端逐段延长，两边使用等长的悬臂进行支撑，使重量保持平衡。
这些结构的建造必须在对扭矩和旋转平衡的高度分析基础上。
在建筑应用中，弗兰克·劳埃德·赖特的流水别墅用悬臂来建造大阳台。利兹的艾兰路球场的东看台建成时是当时世界上最大的悬臂结构，其可容纳17000名观众。老特拉福德球场看台上的屋顶也采用悬臂式，这样观众的视野就毫无遮挡。老迈阿密体育馆（现已拆除）也使用类似的屋顶。
一些不太明显的其他例子包括自立式电波塔和烟囱，在强风吹袭时它们相对地面形成一个悬臂结构，承受风力造成的剪应力。

## 圖集
- 福斯桥，悬臂桁架桥
- 这座混凝土桥在施工期间暂时形成一对重量平衡的悬臂。在其上附加了临时悬臂用以支撑板模。
- 流水别墅的悬挑阳台，弗兰克·劳埃德·赖特设计
- 简单的悬臂水泥板阳台